# Alejandro Ponsoda Bou
Alejandro Ponsoda Bou (El Castell de Guadalest, 25 de novembre de 1952 – Alacant, 27 d'octubre de 2007) fou un polític valencià, alcalde de Polop.
Fill d'una família modesta de la pedania de Xirles. Treballava d'auxiliar administratiu a l'ajuntament de Polop i es va incorporar al Partit Popular en la dècada de 1980. Va encapçalar les llistes del PP a les eleccions municipals espanyoles de 1991 a l'ajuntament de Polop, on malgrat ser la llista més votada no aconseguí l'alcaldia. Sí que assolí la majoria a les eleccions municipals espanyoles de 1995, i repetiria en el càrrec a les eleccions de 1999 i 2003.
Des del seu càrrec va aconseguir moltes ajudes de la diputació d'Alacant i de la Generalitat Valenciana, va construir centres socials municipals i va fomentar l'atracció del turisme gràcies al trajecte Benidorm-Castell de Guadalest. També es va urbanitzar la Serra de Ponoc.
A les eleccions municipals espanyoles de 2007 fou reelegit novament alcalde de Polop. Va ser tirotejat a la porta de la seva casa el 19 d'octubre de 2007 i va rebre un tret al cap. Va morir una setmana després a un hospital d'Alacant.
En 2009 en fou detingut com a implicat en l'assassinat el seu successor a l'alcaldia Juan Cano Giménez. El 12 de gener de 2010, es va aixecar el secret del sumari per permetre que els acusats coneguessin quines proves hi havia contra ells. En el sumari s'indica una trama urbanística com a causa probable de l'assassinat de Ponsoda. En setembre del 2011 s'arxiva la causa urbanística.